# 切断正規分布
切断正規分布 (せつだんせいきぶんぷ、 英: Truncated normal distribution) は正規分布と似ているが、確率変数 {\displaystyle x} の定義域が有限な確率分布である。上下とも有界 (a ≤ x ≤ b) なものを二重に切断された正規分布、どちらか一方だけのものを単一切断正規分布という。

## 定義
切断正規分布の確率密度関数は以下で定義される。
{\displaystyle f(x;\mu ,\sigma ,a,b)={\frac {{\frac {1}{\sigma }}\varphi ({\frac {x-\mu }{\sigma }})}{\Phi ({\frac {b-\mu }{\sigma }})-\Phi ({\frac {a-\mu }{\sigma }})}}}
ここで
{\displaystyle \varphi (x)={\frac {1}{\sqrt {2\pi }}}\exp \left(-{\frac {x^{2}}{2}}\right)}
は標準正規分布 N(0, 1) の確率密度関数であり、
{\displaystyle \Phi (x)={\frac {1}{2}}\left(1+\operatorname {erf} \left({\frac {x}{\sqrt {2}}}\right)\right)}
は標準正規分布 N(0, 1) の累積分布関数である。なお、erfは誤差関数である。

## 性質

### 期待値と分散
切断正規分布の台が{\displaystyle [a,\infty )}であれば、母数{\displaystyle \mu }と{\displaystyle \sigma }を共有する正規分布と比較して、{\displaystyle (-\infty ,a)}にあった確率質量が大きい値へと移動することとなる。結果として、その分だけ期待値は大きくなる。逆に、台が{\displaystyle (-\infty ,b]}の場合は、期待値は元の正規分布に比べて小さくなる。
一方、分散については、どのような切断を行ったとしても元となる正規分布よりも必ず小さくなる。

以下、{\displaystyle \alpha =(a-\mu )/\sigma }、 {\displaystyle \beta =(b-\mu )/\sigma }とおく。二重に切断されている場合、
{\displaystyle \operatorname {E} (X|a<X<b)=\mu +{\frac {\varphi (\alpha )-\varphi (\beta )}{\Phi (\beta )-\Phi (\alpha )}}\sigma }
{\displaystyle \operatorname {Var} (X|a<X<b)=\sigma ^{2}\left[1+{\frac {\alpha \varphi (\alpha )-\beta \varphi (\beta )}{\Phi (\beta )-\Phi (\alpha )}}-\left({\frac {\varphi (\alpha )-\varphi (\beta )}{\Phi (\beta )-\Phi (\alpha )}}\right)^{2}\right]}
である。なお、{\displaystyle \mu \notin [a,b]}の場合、これらの式を数値的に扱う際は破滅的な桁落ちに注意しなければならない。

下側が有界な単一切断正規分布の場合は
{\displaystyle \operatorname {E} (X|X>a)=\mu +{\frac {\sigma }{R(\alpha )}}}
{\displaystyle \operatorname {Var} (X|X>a)=\sigma ^{2}\left[1+{\frac {\alpha }{R(\alpha )}}-\left({\frac {1}{R(\alpha )}}\right)^{2}\right]}
である。ここで、
{\displaystyle R\left({\frac {x-\mu }{\sigma }}\right)={\frac {1-\Phi \left({\frac {x-\mu }{\sigma }}\right)}{\varphi \left({\frac {x-\mu }{\sigma }}\right)}}}
は、対応する正規分布のミルズ比である。
一方、上側が有界な単一切断正規分布の場合は
{\displaystyle \operatorname {E} (X|X<b)=\mu -{\frac {\varphi (\beta )}{\Phi (\beta )}}\sigma }
{\displaystyle \operatorname {Var} (X|X<b)=\sigma ^{2}\left[1-\beta {\frac {\varphi (\beta )}{\Phi (\beta )}}-\left({\frac {\varphi (\beta )}{\Phi (\beta )}}\right)^{2}\right]}
である。

### モーメントの漸化式
通常の正規分布と同様に、{\displaystyle \mu } まわりの {\displaystyle n} 次のモーメントをそれ未満の次数のモーメントで表す漸化式が存在する。具体的には {\displaystyle n\geq 0} に対して以下が成立する:
{\displaystyle \operatorname {E} \left[\left({\frac {x-\mu }{\sigma }}\right)^{n+2}\right]={\frac {\alpha ^{n+1}\varphi (\alpha )-\beta ^{n+1}\varphi (\beta )}{\Phi (\beta )-\Phi (\alpha )}}+(n+1)\operatorname {E} \left[\left({\frac {x-\mu }{\sigma }}\right)^{n}\right]}

#### 証明
{\displaystyle \xi =(x-\mu )/\sigma }なる変数変換と期待値の定義より
{\displaystyle \operatorname {E} \left[\left({\frac {x-\mu }{\sigma }}\right)^{n+2}\right]=\int _{\alpha }^{\beta }{\frac {\xi ^{n+2}\varphi (\xi )}{\Phi (\beta )-\Phi (\alpha )}}d\xi }
が得られる。{\displaystyle \varphi '(\xi )=-\xi \varphi (\xi )}を利用した部分積分より
{\displaystyle \operatorname {E} \left[\left({\frac {x-\mu }{\sigma }}\right)^{n+2}\right]=\left[{\frac {-\xi ^{n+1}\varphi (\xi )}{\Phi (\beta )-\Phi (\alpha )}}\right]_{\alpha }^{\beta }+(n+1)\int _{\alpha }^{\beta }{\frac {\xi ^{n}\varphi (\xi )}{\Phi (\beta )-\Phi (\alpha )}}d\xi }
となるので、第2項を期待値として書き直すことで示すべき式が得られる。

### フィッシャー情報量
{\displaystyle {\frac {\partial }{\partial \mu }}\log f(x;\mu ,\sigma ,a,b)={\frac {1}{\sigma }}\left[{\frac {x-\mu }{\sigma }}+{\frac {\varphi (\beta )-\varphi (\alpha )}{\Phi (\beta )-\Phi (\alpha )}}\right]={\frac {\xi -\operatorname {E} [\xi ]}{\sigma }}}
および
{\displaystyle {\frac {\partial }{\partial \sigma }}\log f(x;\mu ,\sigma ,a,b)={\frac {1}{\sigma }}\left[\left({\frac {x-\mu }{\sigma }}\right)^{2}-1+{\frac {\beta \varphi (\beta )-\alpha \varphi (\alpha )}{\Phi (\beta )-\Phi (\alpha )}}\right]={\frac {\xi ^{2}-\operatorname {E} [\xi ^{2}]}{\sigma }}}
から、フィッシャー情報量は
{\displaystyle {\mathcal {I}}_{X}(\mu ,\sigma )=\left({\begin{matrix}{\frac {\operatorname {E} [\xi ^{2}]-\operatorname {E} [\xi ]^{2}}{\sigma ^{2}}}&{\frac {\operatorname {E} [\xi ^{3}]-\operatorname {E} [\xi ]\operatorname {E} [\xi ^{2}]}{\sigma ^{2}}}\\{\frac {\operatorname {E} [\xi ^{3}]-\operatorname {E} [\xi ]\operatorname {E} [\xi ^{2}]}{\sigma ^{2}}}&{\frac {\operatorname {E} [\xi ^{4}]-\operatorname {E} [\xi ^{2}]^{2}}{\sigma ^{2}}}\end{matrix}}\right)}
により与えられる。

## 生成
一様乱数{\displaystyle y\sim U(0,1)}を用いた逆関数法による生成を行う場合、{\displaystyle x=\mu +\sigma \Phi ^{-1}\left(\Phi (\alpha )+y[\Phi (\beta )-\Phi (\alpha )]\right)}により変換された{\displaystyle x}は切断正規分布に従う。 これは最も単純な生成方法ではあるが、正規分布の尾部からサンプルを行う場合に失敗したり、
非常に低速になったりする。
このため、実用上は代用的な手法によるサンプリングを行うことがある。